# Clube Atlético Desportivo Ribeirão Pires
O Clube Atlético Desportivo Ribeirão Pires  é clube de futebol brasileiro sediado na cidade Estância Turística de Ribeirão Pires, no estado de São Paulo. Com os trabalhos iniciados em 9 de outubro de 2009. Suas cores são Branco, Azul marinho e laranja, essa última adicionada após a sua migração para a cidade ao leste do Grande ABC Paulista.

## Fundação
A origem do clube se deu após os dirigentes pesquisarem e manterem contato com diversas cidades paulistas, os líderes do então projeto, chamado de 'AD BR Soccer' optaram por firmar parceria com a cidade de Diadema em 2009. A cidade na época, contava com uma população que girava em torno dos 400 mil habitantes. Em pouco tempo o projeto 'BR Soccer' revelou atletas e com isso, no intuito de proteger juridicamente o projeto, os líderes decidiram filiar o clube na Federação Paulista de Futebol, assim oficialmente o clube se tornou profissional e filiado em 9 de Outubro de 2010, exatos um ano após sua fundação.

## Início dos primeiros trabalhos
Em 2010, o Clube já pretendia atuar com sua categoria profissional, porém atrasos no início das obras e na conclusão da construção do novo Estádio Distrital do Inamar, fizeram o novato clube emprestar seus primeiros talentos para clubes parceiros, como o Juventus nas temporadas de 2011 e 2012, entre eles uma das maiores revelações do clube, o atacante Pedro Rocha. Ao mesmo tempo o Clube atuava com suas categorias de base nos Campeonatos Paulistas da Federação Paulista em outros campos locais da cidade, com garotos das categorias entre 10 e 20 anos. Apenas em Dezembro de 2012 o Estádio foi entregue  e o CAD debutou na Segunda Divisão do Campeonato Paulista, em 27 de Abril de 2013 com uma goleada de 5x1 diante do Mauaense frente a sua torcida.

### Campanhas marcantes e conquistas
O CAD sempre optou por tratar suas categorias de base com bastante evidência, buscando revelar novos talentos ano após ano, desde as seletivas abertas, modo com que o clube escolhe os seus jovens reforços em todas as temporadas até a disputa dos campeonatos paulistas das categorias de base, principal competição anual no calendário do clube. Entre as campanhas de destaque nas categorias de base do clube, temos por exemplo o elenco Sub-13 do clube que ficou na 3ª colocação do Paulista da categoria em 2012, parando apenas nas semifinais diante do Santos .
Em 2013 o Sub-20 do clube conquistou o primeiro título oficial e federado, quando saiu com o troféu de campeão do Campeonato Paulista Segunda Divisão Sub-20 , enfrentando nas finais o Clube Atlético Taquaritinga . Em 2016, pelo mesmo Campeonato o clube voltou a chegar as finais, mas terminou com o vice-campeonato ao ser superado no duelo de volta e no agregado contra o XV de Jaú .
Ainda em 2016 a categoria sub-17 do clube chegou as semifinais e terminou na quarta colocação, sendo superado pelo futuro campeão São Paulo, em duelos taxados como finais antecipadas por alguns, a campanha daquele elenco contou com vitórias que eliminaram potências da elite paulista, como Palmeiras, Corinthians, Juventus, Botafogo e Portuguesa em fases anteriores da competição. Além de chegar a 15º colocação do Paulista Sub-15 do mesmo ano, após na terceira fase encontrar um grupo da morte com Corinthians, Santos e Ponte Preta.

## Estruturação
Orgulhando-se de seus feitos construídos com fundos próprios, o CAD entre os anos de 2012 e 2013 recebeu a concessão do então Campo Distrital do Taperinha, transformado o local em CT após uma reforma de R$ 800 mil, gastos em trocas de gramado e reformas em vestiários, três setores de arquibancadas, banheiros, faixadas e construção de alojamentos, refeitórios e escritório sede. O local chegou a receber de tempos em tempos alguns jogos das categorias de base da equipe, já que era aprovado pela FPF em seus laudos, a concessão durou até o final de 2017, quando não foi renovada após longas batalhas em forma de tentativas e negociações .

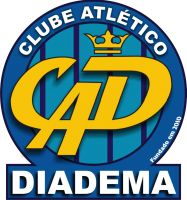
Antigo escudo do CAD em Diadema

### Eventos sociais de sua organização
Em 26 de Janeiro de 2013, o CAD em parceria com o Milan da Itália , realizaram uma avaliação com números nunca antes vistos pelo clube, três mil meninas e meninos, o clube italiano selecionou jovens para atuarem nas suas categorias de bases no Centro Sportivo Vismara em Milão, o teste aconteceu durante toda a extensão do dia para que todos pudessem ser vistos em igualdade, inclusive sob chuva que caiu durante parte do dia, essa foi uma das primeiras vezes que o clube foi parar nas atenções da imprensa esportiva nacional .
Em 19 de Dezembro de 2017 o CAD e seus parceiros de organização realizaram o jogo festivo entre os amigos de Guilherme Arana contra os amigos de Pinha Presidente, a partida celebrava a despedida de Guilherme Arana do Brasil, negociado o Sevilla, dias após conquistar o Campeonato Brasileiro de 2017 com o Corinthians. O evento arrecadou alimentos para a campanha natal sem fome daquele ano, além de fazer parte das tentativas de negociação da renovação da concessão do clube com a então gestão da Prefeitura local, em vão, aquela noite seria a última dos frequentadores dentro do CT como todos o conheciam, antes do ataque criminoso que vandalizou todo o clube.

### Projetos e ataque criminoso
Em 2017, Delcir Sonda, dono do Grupo Sonda, que leva o seu sobrenome além da DIS, junto a diretoria do então Clube Atlético Diadema, iniciaram as conversas para que fosse dado início a um projeto social que envolveria a empresa, a Prefeitura de Diadema e o rival Água Santa, em troca a Prefeitura teria que renovar a concessão para uso do terreno que estava servindo como Centro de Treinamentos. Com isso, seria realizado implantações de trabalhos sociais e suporte a outros esportes em espaços esportivos ao redor da cidade , somado a uma massiva geração de emprego diretos e indiretos por parte do Sonda que abriria uma unidade na cidade .
A rivalidade com o Água Santa ganhou novo episódio e significado quando a votação desse projeto foi barrado pela nomeada bancada do Água Santa, como ficou conhecido o grupo de vereadores liderados pelo vice do clube rival e em seguida vindo a ser presidente da Câmara Municipal de Vereadores da cidade, Pretinho do Água Santa - Rivelino Teixeira do DEM , sem uma segunda e tentativa de votação na Câmara, o CAD permaneceu a espera de uma resposta até quando se viu vandalizado em Abril de 2018.
Em 29 de abril de 2018, por volta de 15h45 o Centro de Treinamento do CAD foi invadido e atacado em um ato criminoso, o caso é investigado até hoje pela Polícia Civil em Diadema, no 2º DP da cidade localizado no bairro Piraporinha. O CT foi invadido, depredado, incendiado, roubado e furtado . Foram enormes os danos, as percas não contaram com uma estimativa oficial divulgada tanto por partes da PM, tanto por parte do próprio clube, especulações citam valores acima da casa dos R$ 500 mil . A repercussão nos veículos regionais e nacionais foi grande  e sem o devido esforço na apuração dos fatos especialmente pela Prefeitura, o clube se retirou da cidade.

## Migração para Ribeirão Pires
Em 5 de fevereiro de 2020 o Clube Atlético Diadema confirmou em suas redes sociais a sua migração para o município de Ribeirão Pires, após uma reunião que apresentou o projeto a seus atletas com contratos vigentes e seus pais. Então após 11 anos a equipe deixava a cidade de Diadema. Em Ribeirão Pires, o time jogará em um novo e futuro Estádio totalmente reformado pela equipe, novamente com investimento de fundos próprios . Em Agosto de 2019 o Estádio foi concedido ao clube pelos Vereadores em projeto que responsabiliza o novo "CADRP" pela gestão do mesmo pelos próximos anos.

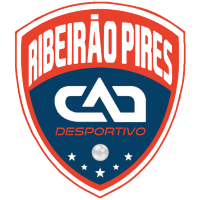
Escudo do CADRP de 2020 em diante

Assim sendo, o novo Clube Atlético Desportivo Ribeirão Pires (CADRP) surge e herda a história, títulos, atletas, comissão técnica, diretoria, presidência do antigo Clube Atlético Diadema (CAD), já que perante a FPF, CBF e FIFA, o clube nos termos legais apenas mudou a sua cidade sede, sendo assim, não houve uma refundação a partir do zero.

### Expectativa do retorno as atividades
O Clube Atlético Desportivo Ribeirão Pires confirmou presença na disputa do Campeonato Paulista Sub-15 e Sub-17 no ano de 2020, porém as incertezas causadas pela pandemia de COVID-19 e até então falta de um protocolo a ser seguido fez com que até mesmo os campeonatos profissionais fossem paralisados em todo o Brasil, logo a FPF anunciaria a não realização da competição entre os menores de idade. Anualmente disputada com primeiras fases regionais, o grupo 10 daquela edição possuía além do CADRP a Portuguesa Santista, Mauá, Jabaquara, Água Santa, Mauaense e o Santos .

### Primeiros passos em Ribeirão Pires e atividades na pandemia
Em 25 de março de 2020, o Clube Atlético Desportivo Ribeirão Pires, iniciaria a sua primeira atividade oficial na cidade de Ribeirão Pires, se tratava de uma avaliação aberta para formação das categorias de base do clube, onde os atletas aprovados na seletiva iriam ser incorporados ao elenco da mesma, porém na semana anterior ao evento os esportes entre outras atividades no Estado de São Paulo foram paralisados, e as competições do Paulista Sub-15 e Sub-17 posteriormente foram canceladas pela Federação Paulista de Futebol, devida a chegada do vírus que teve origem em Wuhan com o alastramento da pandemia de COVID-19 no estado de São Paulo, um dos mais afetados no Brasil. A paralisação por conta da pandemia afetou também as obras do novo estádio do clube, com 100% dos custos bancados com fundos próprios do clube, o CADRP, optou por liberarem seus operários para permanecerem em casa de imediato assim que as fases mais rígidas da pandemia foram notificadas, o que gerou alguns adiamentos na data final de término da primeira etapa da obra, que consistia em deixar o local apto a jogos do futebol profissional e federado . o Home office foi o modo de trabalho que a comissão técnica do clube optou para manutenção básica da forma física dos atletas remanescentes, com atividades regulares feitas via reuniões online.
O lado social do clube também se fez presente para a cidade de Ribeirão Pires, que teve duros momentos durante a pandemia que afetou não só saúde, como também lado financeiro de parte de sua população, pensando nisso, em iniciativas de parceiros do comercio local junto ao CADRP arrecadaram alimentos e produtos de higiene e limpeza, tanto em 2020 , como também em 2021  para a reta final da crise pandêmica.

### Anúncio de retorno as atividades
O clube não escondia os planos de retornar as atividades em sua total normalidade em uma rotina espaçada de postagens em suas redes sociais, como de preste para uma equipe licenciada. Até que em 11 de dezembro de 2023, após confirmada as licenças junto ao poder legislativo da cidade encaminhadas até a câmara de vereadores pelo próprio prefeito, Guto Volpi (PL), o CAD Ribeirão Pires divulga oficialmente o seu retorno as atividades para a temporada 2024; '...A espera acabou! CAD Ribeirão Pires de volta aos gramados em 2024!', dizia a divulgação com a esperada notícia. O projeto foi aprovado com unanimidade por parte dos vereadores com apenas uma abstenção. No dia seguinte o Ribeirão Pires anunciou seus primeiros patrocinadores oficiais como pontapé inicial dos trabalhos do ano que vem pela frente.

### Novo estádio
O clube novamente com fundos próprios já investiu cerca de R$1 milhão de reais até o momento na construção do novo Estádio de Ribeirão Pires. A construção, pausada algumas vezes, não escapou das consequências da pandemia de COVID-19, o CADRP, por sua vez, prontamente tomou como decisão liberar os operários da obra para ficarem em suas casas tomando os devidos cuidados.
O Clube Atlético Desportivo Ribeirão Pires adequou o local visando as normas de capacidade, segurança, conforto e higiene exigidas pela FPF para os jogos, construindo mais arquibancadas ampliando a capacidade, além dos novos banheiros para as torcidas, rampas de acesso aos portadores de necessidade especiais, entre outros detalhes que vão tornar o local, em breve, o mais novo estádio do país do futebol .

## Estatísticas

### Participações
| Aumento | Promovido à divisão superior  |
| Baixa   | Rebaixado à divisão inferior  |
| Inativo | Licenciamento no ano seguinte |

| Competição | Competição      | Temporadas | Melhor campanha     | Anos      | A | R |
| São Paulo  | Segunda Divisão | 5          | 10º colocado (2016) | 2013-2017 | – |   |

## Categorias de base

### Títulos da base
Campeonato Paulista Sub-20 Segunda Divisão 2013